# دانييل هورتون
دانييل هورتون (بالإنجليزية: Daniel Horton)‏ هو منافس ألعاب قوى أمريكي، ولد في 24 ديسمبر 1879 في نيويورك في الولايات المتحدة، وتوفي بنفس المكان في 4 نوفمبر 1954.

## وصلات خارجية
- دانييل هورتون على موقع اللجنة الأولمبية الدولية (الإنجليزية)
- دانييل هورتون على موقع أوليمبيديا (الإنجليزية)